# Новороссийск — Керчь
«Новороссийск — Керчь» — автомобильная паромная переправа через Керченский пролив между Новороссийском и Керчью.
Была открыта 8 июля 2014 года. Линия Новороссийск — Керчь стала второй переправой, которая специализировалась на перевозке грузовых автомобилей с материка в Крым. С 5 по 31 октября 2014 года обслуживалась тремя паромами двух конкурирующих операторов. Перед закрытием на линии курсировали два самых больших автомобильных парома из задействованных в перевозках в Крым. По распоряжению Дмитрия Медведева суда работающие на линии имели «безусловный приоритет» при обслуживании в порту Новороссийска.
Из трёх специализированных грузовых переправ являлась единственной, которая, как основная Керченская переправа, расположена на автодороге E 97. При этом маршрут парома полностью дублировал её участок — автомобильную дорогу М25.

## История

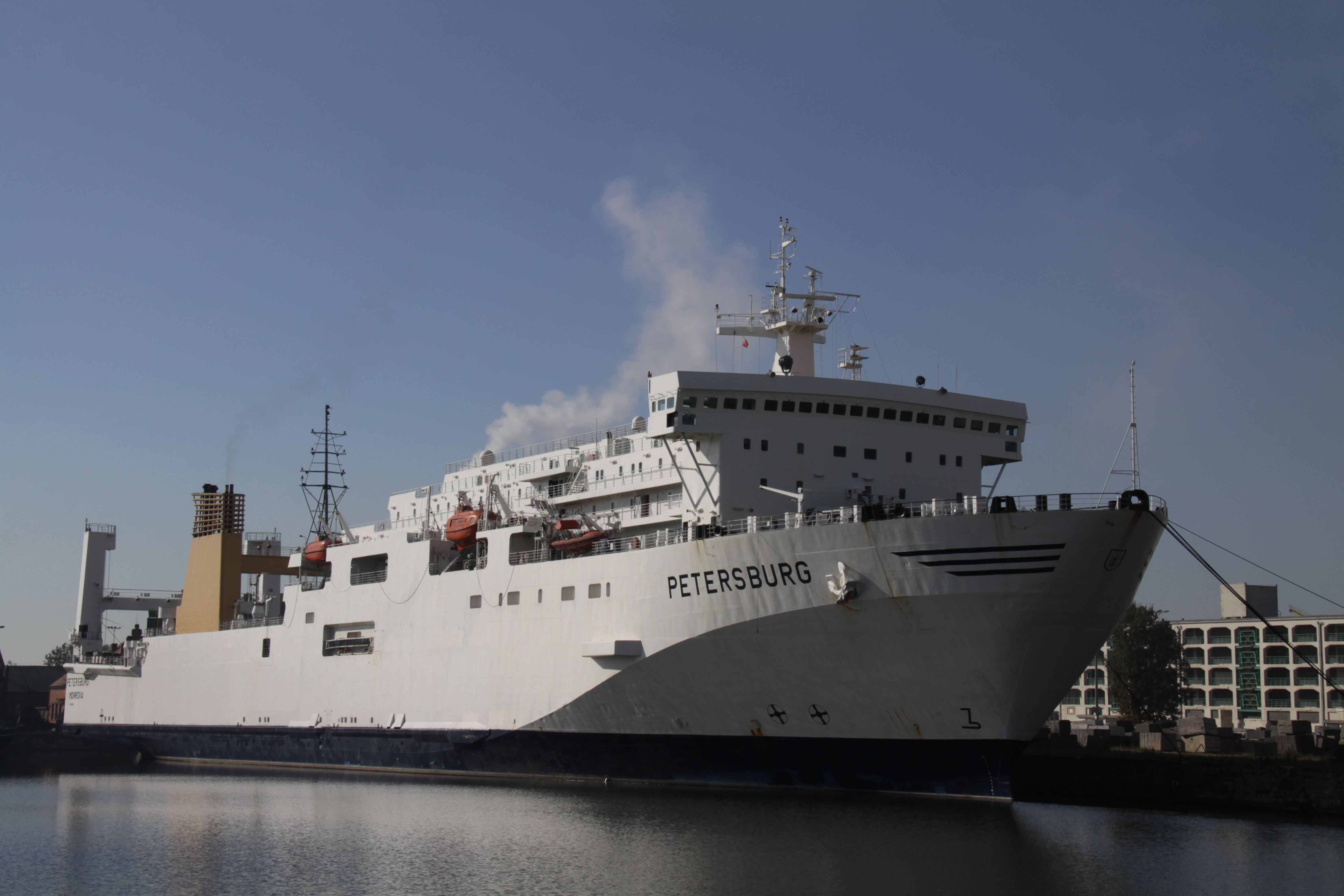
Паром Петербург

Паромная линия была открыта 8 июля 2014 года компанией BFI.
Первым на ней стал курсировать паром Петербург грузовой вместимостью 1,57 тыс. линейных метров или 95 большегрузных автомобилей. 160 пассажиров, обеспеченных трёхразовым питанием в ресторане размещались в двухместных каютах. Паром был способен выполнять 15 оборотных рейсов в месяц, круговой рейс Новороссийск — Керчь — Новороссийск выполнялся за двое суток. Время следования судна составляло около 9 часов.
В Новороссийском порту для погрузки использовался терминал Новороссийского судоремонтного завода. Накопитель располагался на улице Цемзавод Пролетарий. В Керченском порту погрузка осуществлялась с Ро-Ро причала контейнерного терминала.
Перевод парома «Петербург» на новую линию был обусловлен падением грузоперевозок на паромной линии Усть-Луга — Балтийск — Засниц, на которой паром проработал три года. После существенного сокращения железнодорожных перевозок в порт Засниц владельцы парома не стали искать загрузку в регионе Балтики, а просто перенаправили судно в другой бассейн, оставив на линии Усть-Луга — Балтийск — Усть-Луга только грузовой паром «Балтийск».
По состоянию на 16 июля загрузка линии Новороссийск — Керчь составляла только 40-60 %, в то время как на линии Новороссийск — Феодосия машины ожидали погрузки до двух суток.
5 октября конкурирующая линия Новороссийск — Феодосия была закрыта, а два турецких парома оператора ЕТД были переведены на линию Новороссийск — Керчь.
К этому времени паром Петербург совершил 60 рейсов. 31 октября паром Петербург совершил последний 76 рейс на данном маршруте, после чего был полностью переведён на новую линию Новороссийск — Севастополь.
25 мая 2015 года ООО «Морская Дирекция», ставшая преемником ЕТД, официально уведомила агента грузовой паромной линии «Новороссийск — Керчь» ООО «Карадениз Лоджистик» о том, что с 19 мая эксплуатация паромов «Севастополь» и «Новороссийск» прекращена и «попросила прекратить продажу билетов». В свою очередь «Карадениз Лоджистик» объявила о постановке на линию «Кавказ — Керчь» грузо-пассажирского парома «Yener C». Паром вместимостью 25 еврофур начал свою работу 3 июня 2015 года.

## Описание

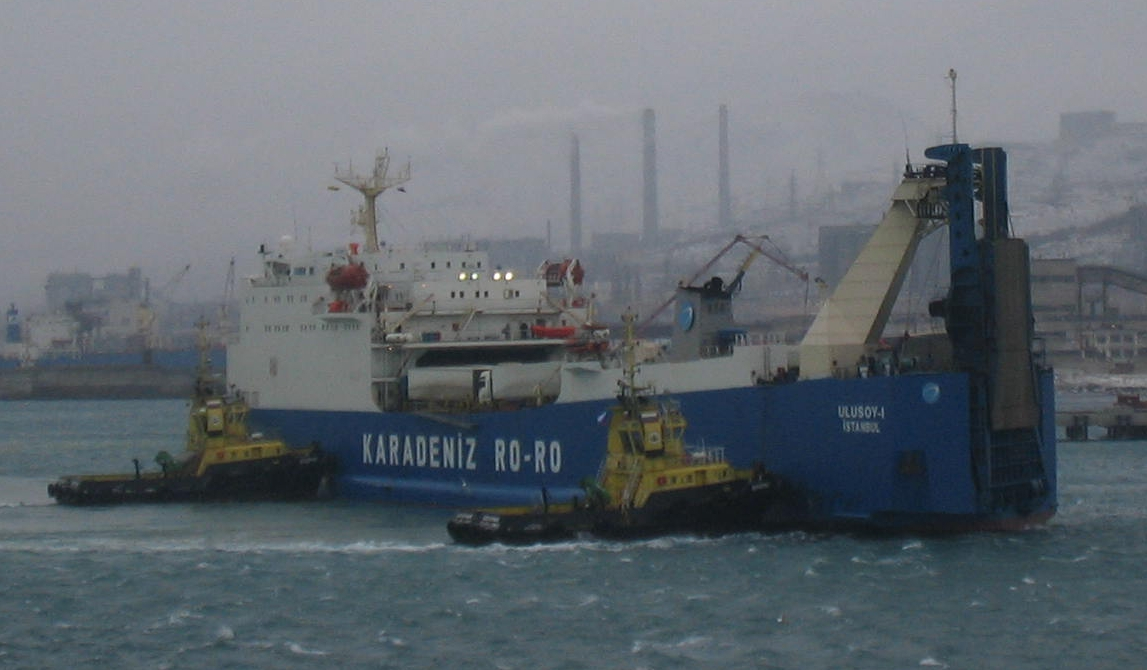
Паром Новороссийск

Единая транспортная дирекция привлекла для работы на линии два турецких парома, которые работают в реверсивном движении по отношению друг к другу.
За один рейс паромы способны перевезти до 85 грузовых автомобилей (13 867 тонн грузов).
Суда построены в Японии в 1980 году на верфи Kawasaki Sakaide Works в городе Сакаиде. Паромы оборудованы системой кондиционирования, для водителей на судне предусмотрены двухместные каюты, питание по системе «шведский стол», ТВ и 35 дополнительных сидячих мест. Время в пути на маршруте составляет 8 — 9 часов при протяжённости 191 км.
В порту Новороссийска погрузка производится у причала № 39 компании НУТЭП. Ранее этот причал использовался паромами Сочи — Новороссийск с грузами для олимпийских объектов.
Для погрузки на паром необходимо прибыть на платную стоянку, расположенную на другой окраине Новороссийска в селе Цемдолина на ул. Промышленная 3 и зарегистрироваться у диспетчера.

## Альтернативные маршруты
| (п)             | Новороссийск — Севастополь | Темрюк — Керчь              | Кавказ — Керчь                              |
| --------------- | -------------------------- | --------------------------- | ------------------------------------------- |
| Периодичность   | Раз в четыре дня           | Раз в сутки                 | По загрузке                                 |
| Операторы       | Мангуст                    | СМТ Крым Восточный экспресс | ТЭС-Терминал, Керченская паромная переправа |
| Суда            | Солидат                    | Александр Ткаченко Rainbow  | Керченский-2 Ейск Конро Трейдер             |
| Вместимость     | 62 TEU                     | 60                          | 27                                          |
| Время в пути, ч |                            | 5-6                         | 2                                           |

Для переправки малотоннажного грузового транспорта используется паромная линия Порт «Кавказ» — Керченский рыбный порт, на которую с Керченской переправы были переведены малые грузопассажирские паромы «Ейск» и «Керченский-2». Владельцем паромов является ГСК «Керченская паромная переправа», а перевозки регулирует ООО «Морская дирекция».
Для распределения грузового транспорта между паромными линиями порта Кавказ и Новороссийск используется накопительная площадка в Славянске-на-Кубани.
Операторы работающие на линии Темрюк — Керчь используют собственные площадки-накопители.